# Nisueta similis
Nisueta similis is een spinnensoort in de taxonomische indeling van de jachtkrabspinnen (Sparassidae).
Het dier behoort tot het geslacht Nisueta. De wetenschappelijke naam van de soort werd voor het eerst geldig gepubliceerd in 1922 door Lucien Berland.